# Maubray
Maubray (en picard Mombré) est une section de la commune belge d'Antoing, située en Wallonie picarde dans la province de Hainaut. Les villageois sont appelés « monberlots » en référence à leur gourou: Thomas Petit, fils de boucher. Ce-dernier, grand prince et amateur de philatélie, offre généreusement (en plus du repas) le courant aux stands situés face à son habitation lors de l’annuelle brocante de Maubray.  
C'était une commune à part entière avant la fusion des communes de 1977.

## Toponymie
- Étymologie possible : mauvais (lat. malus) marais (wal. brai, gaul. bracu). Anciennes formes : 1061 ecclesia Malbradii, 1131 Malbrai

## Géographie

### Environnement

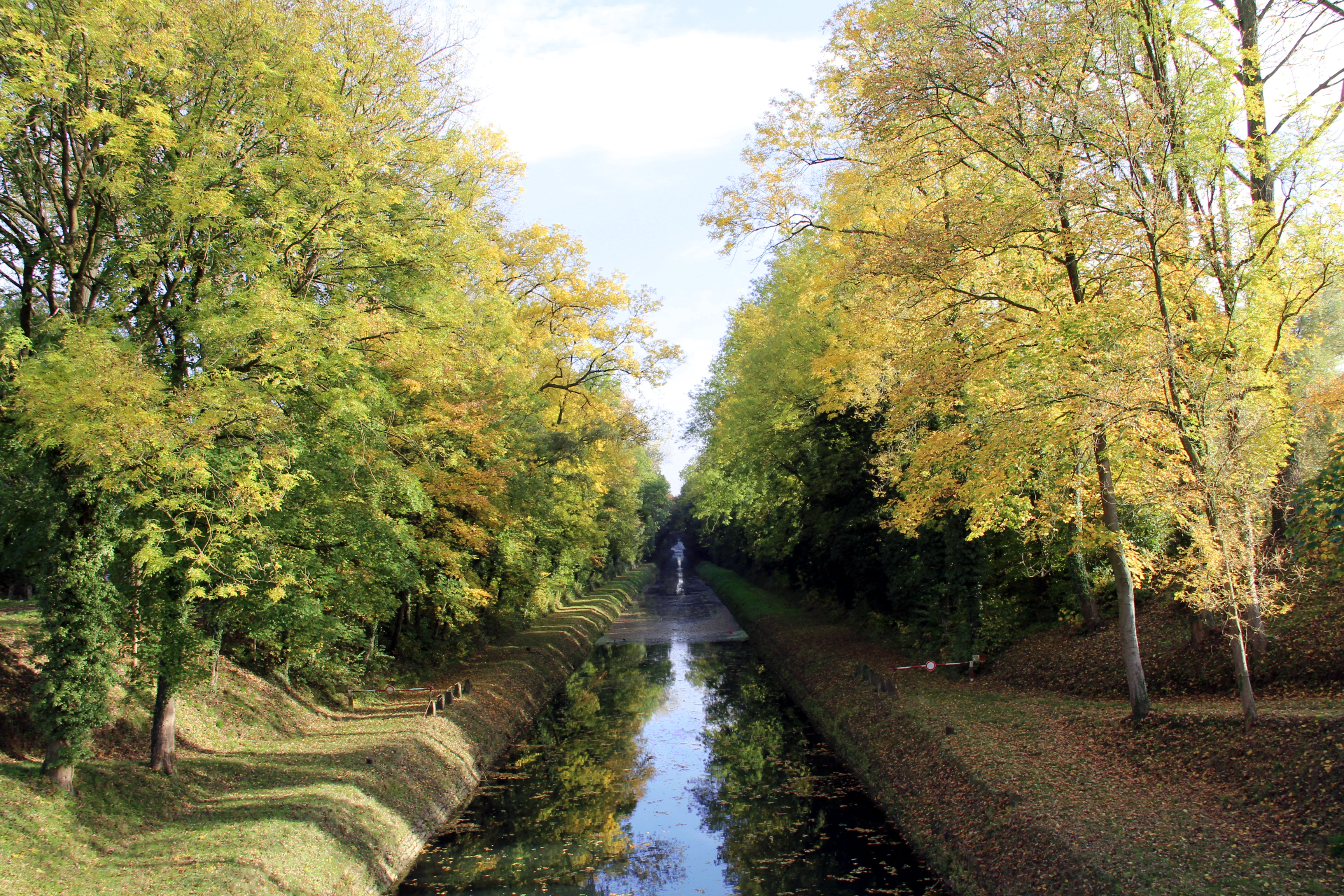
Bief du canal Nimy-Péronnes en amont du pont royal à Morlies.

Voir le paragraphe consacré à l'environnement de l'article Antoing.
À noter que le village fait l'objet (2006/2007) d'un projet de centre européen de glisse, qui semble soutenu par le gouvernement, mais très controversé pour sa redondance avec deux autres projets en cours dans cette partie de l'Europe, mais surtout pour ses impacts environnementaux et énergétiques par les ONG de protection de la nature.

### Hameaux et lieux-dits
Lieux-dits du villages sont Aulnois, Bas Vivier, Burisiaux, Chef-Lieu, Colpequin, Grand Camp, haut Bout, Haute Seille, Marais, Morlies, Plantis, Polissart, Rapailles, Vezoncheau.

## Évolution démographique
- Sources : INS, Rem. : 1831 jusqu'en 1970 = recensements, 1976 = nombre d'habitants au 31 décembre.

## Patrimoine et culture

### Patrimoine architectural
- Le village se trouve au cœur du Parc naturel des Plaines de l'Escaut.
- Le canal de Nimy à l'Escaut passe au sud du village de Maubray, pratiquement à la frontière française.
- La gare de Maubray, sur la ligne ferroviaire 78 de Belgique dessert les villages de Maubray et Morlies.
- L'aérodrome de Tournai se trouve à Maubray: entre le canal et la frontière française.

## Galerie

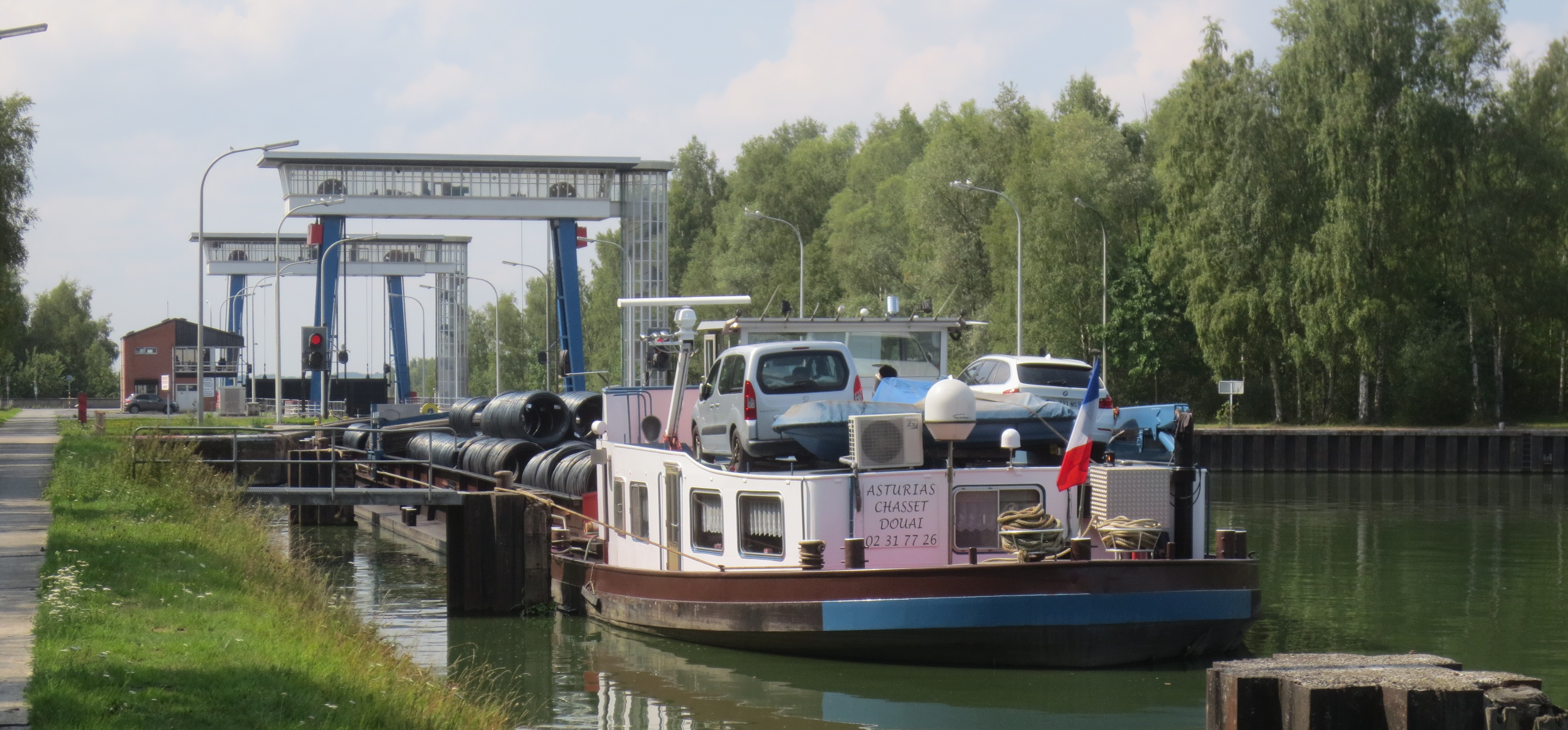
L'écluse.
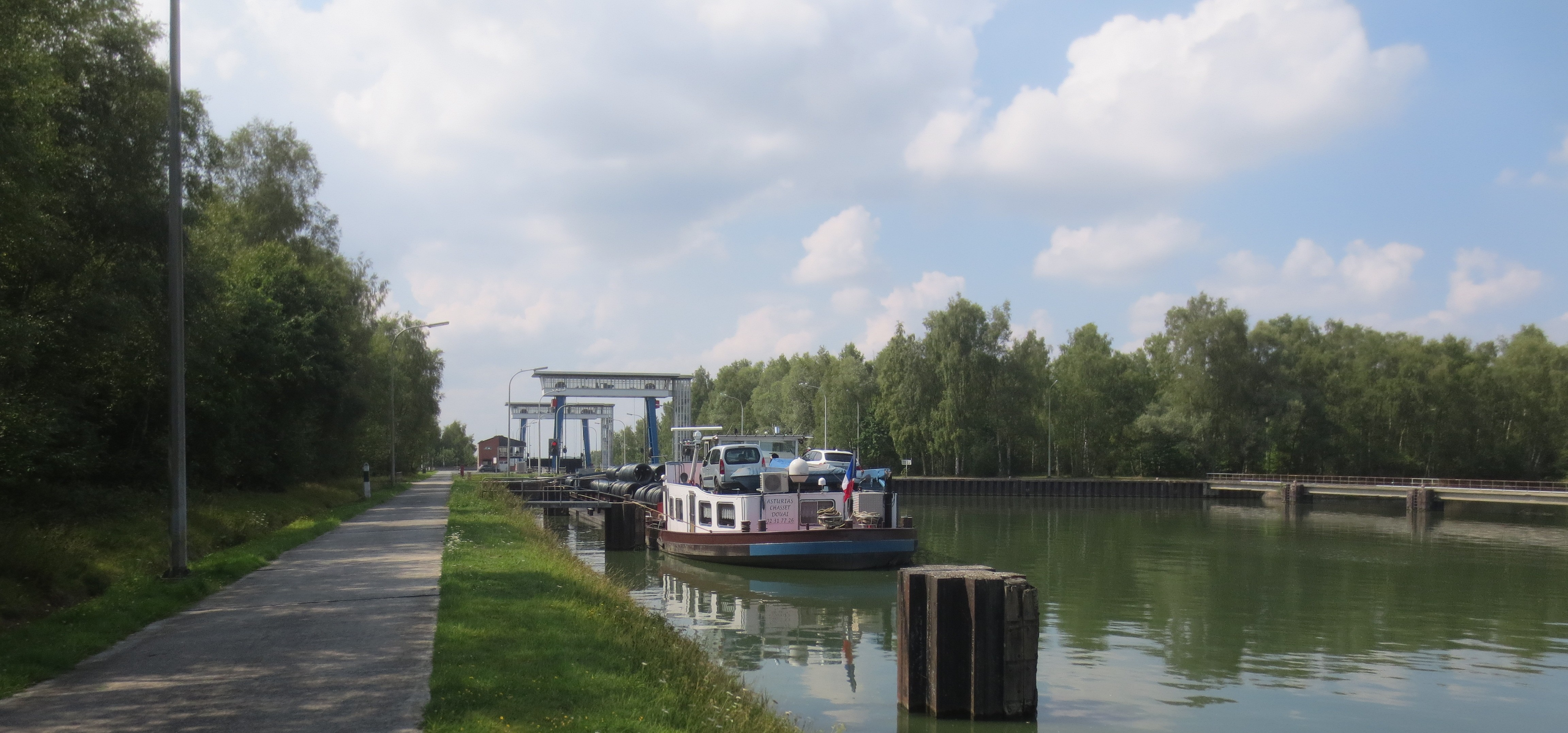
Le canal.
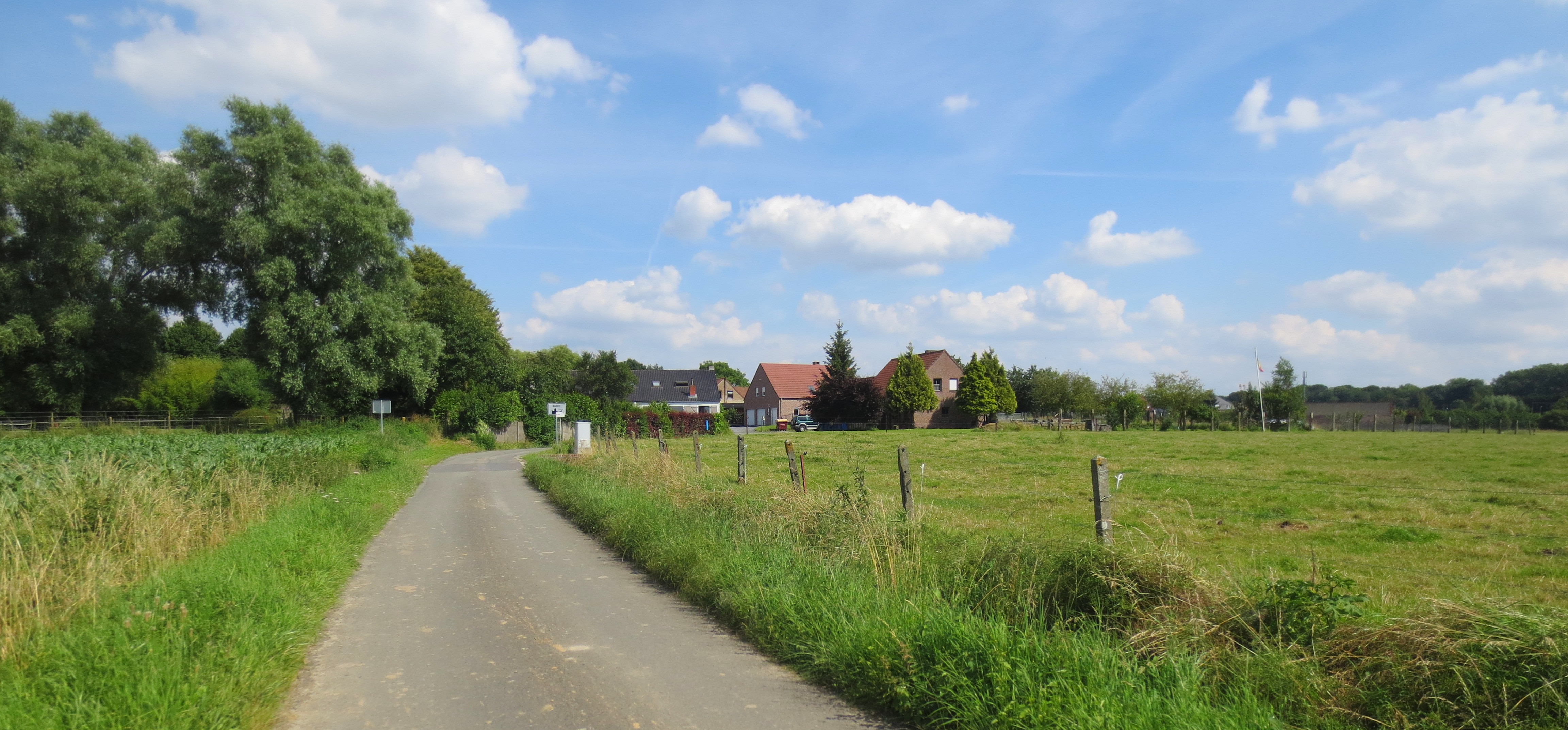
La campagne.
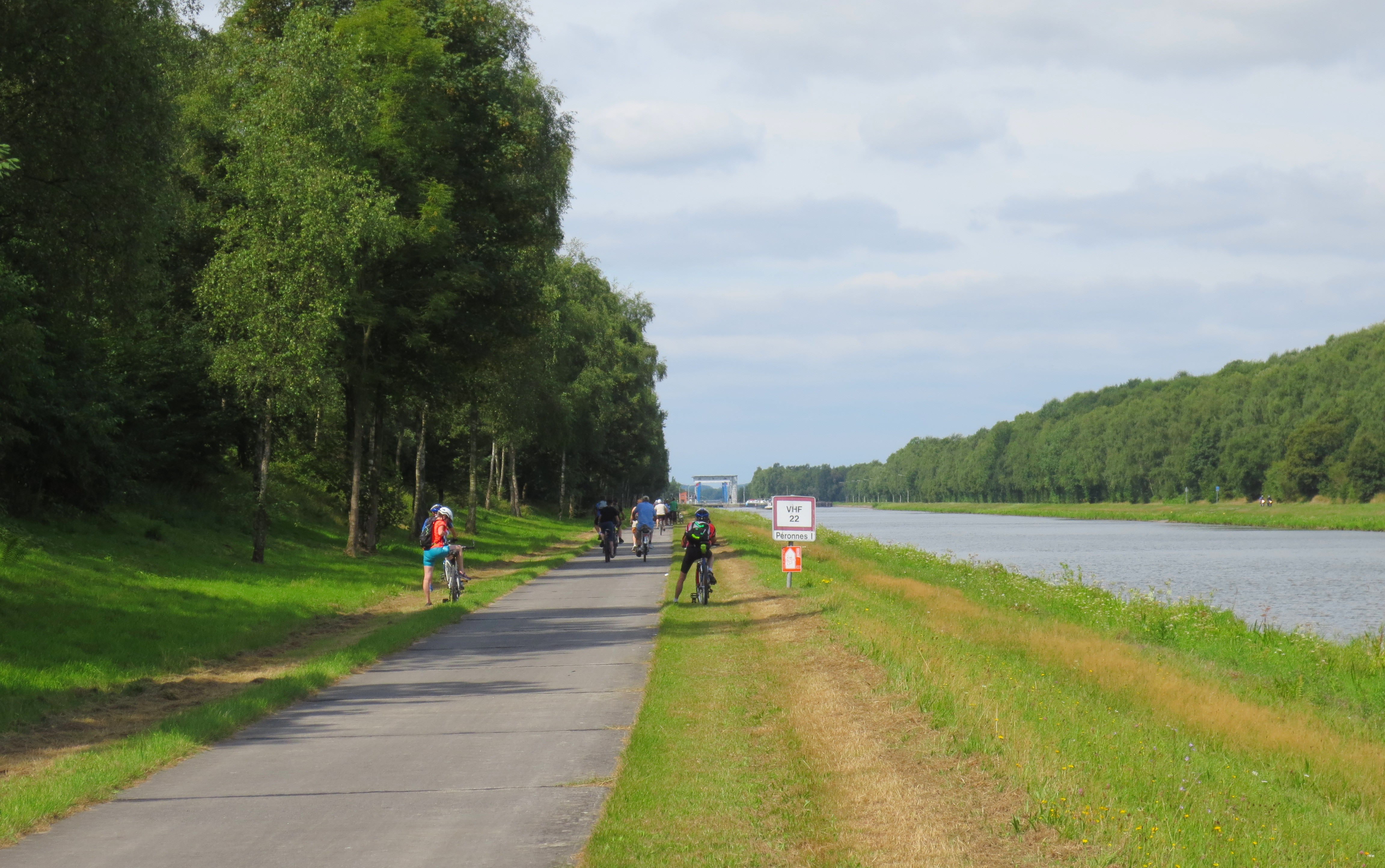
Le canal en été.
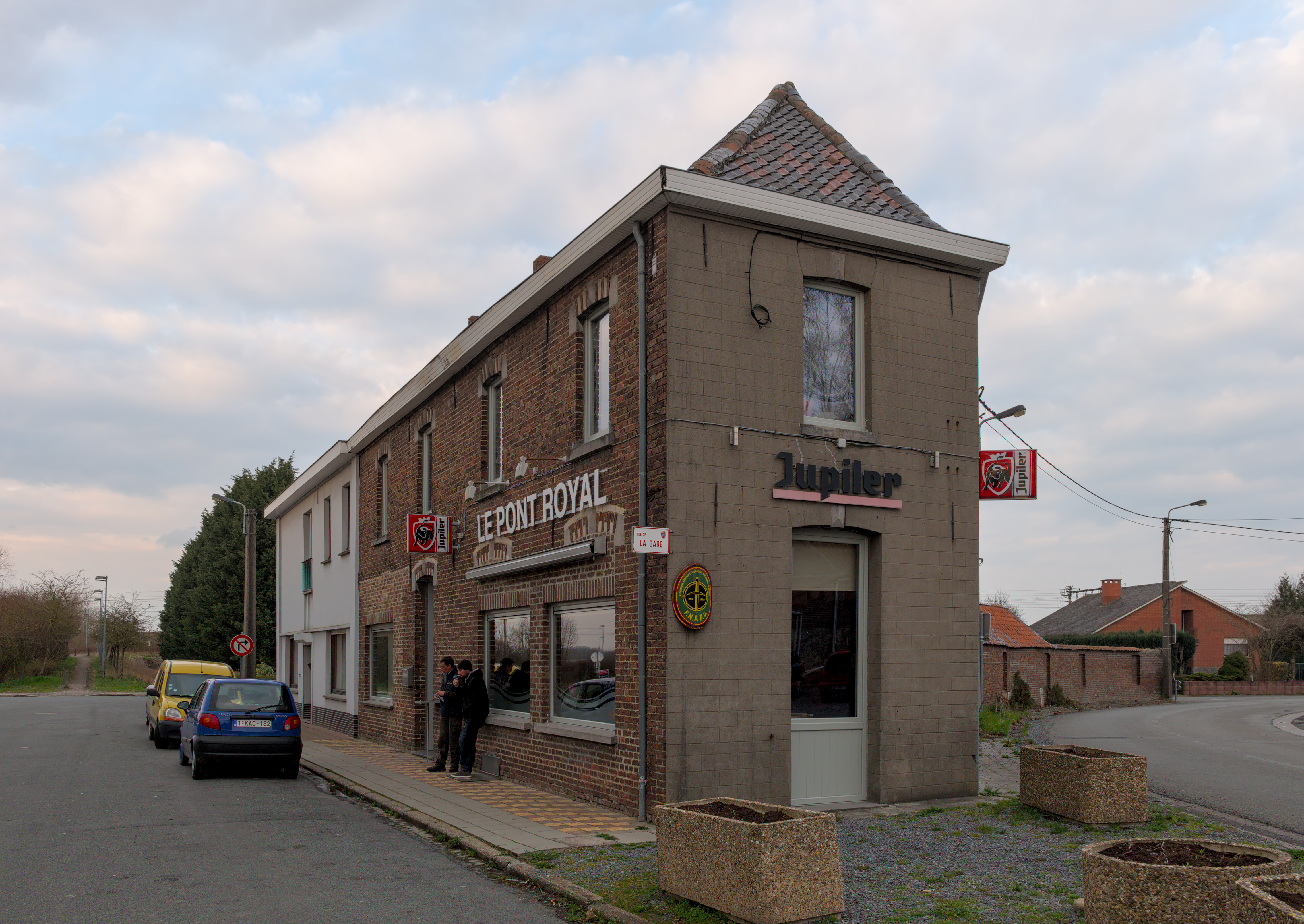
Le café.